# SN 2006T
SN 2006T – supernowa typu IIb odkryta 30 stycznia 2006 roku w galaktyce NGC 3054. W momencie odkrycia miała maksymalną jasność 17,20m.